# Аппендикулярии
Аппендикуля́рии (лат. Appendicularia) — класс пелагических оболочников (Tunicata). Организация аппендикулярий наиболее близко напоминает таковую у личинок асцидий. Это маленькие свободноплавающие оболочники. В отличие от некоторых других групп оболочников, у аппендикулярий не встречается бесполое размножение.

## Строение и физиология
Длина тела аппендикулярий не превышает сантиметра. Туловище сплющено с боков, в профиль выглядит яйцевидным; имеется также длинный лентообразный хвост, который содержит хорду, мускульные клетки и нервный тяж. Он отходит от вентральной стороны тела между прямой кишкой и гонадами. Интересно, что хвост у основания перекручен на 90°, поэтому он лежит в горизонтальной плоскости, а колебания совершает в направлении сверху вниз. В отличие от других оболочников, аппендикулярии лишены туницина. Вместо него покровы выделяют густую слизь, из которой строится сложно организованный домик. Механизмы формирования домика не изучены, однако известно, что слизь для домика выделяют экопласты — особые железы, располагающиеся в эпидермисе передней части тела. Домик имеет обширное внутреннее пространство, поэтому животное вмещается в нём целиком, подвернув хвост вниз и вперёд, и поддерживая с помощью него ток воды в домике. Сначала вода попадает в домик через парные входные отверстия, затянутые сеткой, которая представлена нитями загустевшей слизи. Далее вода выводится наружу через выходное отверстие на задней стороне домика. Поступательное движение обусловлено прохождением такого тока воды. Внутри домика вода проходит через воронковидную густую ловчую сеть, на поверхности которой идёт фильтрация. Улов с фильтра попадает в ротовое отверстие, в которое открывается выход воронки. Ротовое отверстие ведёт в глотку. Кроме глотки и ротовой полости, в состав пищеварительного тракта входят пищевод, буккальные железы, желудок и прямая кишка, открывающаяся анальным отверстием на вентральной стороне тела. Жаберные щели не участвуют в фильтрации, поэтому у аппендикулярий имеется только одна пара жаберных щелей. Атриальной полости нет. Когда сетки входных отверстий засоряются, аппендикулярия резкими ударами хвоста ломает домик и за 20 минут строит новый. 
У аппендикулярий, за исключением Kowalevskia, имеется короткий вентральный эндостиль, за которым также с вентральной стороны лежит простое сердце. 
Все аппендикулярии, за исключением Oikopleura dioica — протандрические гермафродиты, и самооплодотворение невозможно. Довольно крупные гонады лежат в задней части тела. Яйцеклетки оплодотворяются в яичнике. Растущие личинки покидают его через разрыв стенки тела материнской особи, которая при этом гибнет.

## Распространение и экология
Аппендикулярии обычны для большинства океанов, населяют прибрежные воды и эстуарии, нередко встречаются в больших количествах. Хорошо приспособлены для жизни в олиготрофных (то есть содержащих мало питательных веществ) водах. Большинство представителей обнаруживаются в эпипелагиали, однако описаны виды, живущие в батипелагиали и мезопелагиали. Аппендикуляриями питаются хищные представители зоопланктона, а также взрослые рыбы и мальки. Сами аппендикулярии питаются одноклеточными водорослями и простейшими. В расчёте на один день аппендикулярии образуют много фекальных пеллетов, которые служат пищей для других представителей зоопланктона.

## Классификация
В состав класса аппендикулярий включают 1 отряд и 3 семейства:
- Отряд Copelata
  - Семейство Fritillariidae Lohmann, 1915 (3 рода и 30 видов)
  - Семейство Kowalevskiidae Lahille, 1888 [syn. Kowalewskiidae, orth. var.] (1 род и 2 вида)
  - Семейство Oikopleuridae Lohmann, 1915 (11 родов и 37 видов)